# Дубовий Гай (парк)
Дубóвий Гáй — центральний парк культури та відпочинку міста Запоріжжя, який розташований в Олександрівському районі міста. Ділиться на 3 частини затокою та протокою річки Мокра Московка. Одне з найекологічніших місць Запоріжжя. Особливо багатолюдно в парку у вихідні. Різноманітні атракціони, харчевні, катання на конях. У межах парку розташований об'єкт природно-заповідного фонду місцевого значення — ботанічна пам'ятка природи «Ділянка 250-річних дубів».

## Історія
Дане місце було популярним ще в позаминулому столітті. Пов'язана з Дубовим Гаєм і легенда про Дуб Нестора Махна, і народна пам'ять зберегла її — саме тут Нестор Іванович планував розбити найбільший у місті парк, про що кажеться у відповідних документах, які збереглися в Запорізькому обласному архіві.
Центральний парк культури та відпочинку «Дубовий Гай» офіційно було відкрито 1 травня 1959 року рішенням Державного комітету УРСР з охорони природи на базі існуючих зелених насаджень у 1956 році. Але ця місцевість була популярною ще в позаминулому столітті — під тутешніми дубами полюбляли відпочивати запорожці. Ще раніше, до революції, місцевість в районі нинішнього парку так і називалася через велику кількість висаджених дубів, через що й було вирішено залишити дану назву.
В цей час парк стає центральним місцем масових гулянь і відпочинку робітничого класу, починається додатковий благоустрій всієї території — прокладаються алеї, викорчовуються чагарники, через річку Мокру Московку перекидають пішохідні містки. Зводяться малі архітектурні форми — фонтани й альтанки в стилі «сталінського ампіру», літній кінотеатр. З нещодавно зведеної головної сцени час від часу лунає сучасна музика, в тому числі, й напів-підвальний джаз.
За давньою легендою, яку корінні містяни передають з вуст в вуста, ці дуби посадили запорозькі козаки в пам'ять про зруйновану Запорозьку Січ. Старі люди переповідають, що запорожці зі сльозами на очах саджали молоденькі деревця.
У парку ці 250-річні дуби ростуть рядами. Це свідчить про те, що алея є рукотворною, тож легенда, ймовірно, відповідає дійсності. За припущеннями запорізького краєзнавця Анатолія Сокура, дуби посадили або у 1734 році, коли запорозькі козаки вийшли «з-під хана», або ж, що більш імовірно, у 1829 році, коли повернулися «з-за Дунаю» на чолі з отаманом Йосипом Гладким.
Крім козацьких дубів, запорізький міський парк Дубовий гай славився ще й Дубом Махна. Ріс він серед вікових дубів, і весь був протиканий залізяками. Про нього також ходили різні легенди, а знущання над реліктовим деревом приписували махновцям. Нібито на підпитку вони шаблями та різними іншими металевими предметами, які трапились під руку, пробивали ствол цього дубу. Хтозна, як воно було насправді, але краєзнавці, щоб врятувати артефакт, ще за сталінських часів прикріпили на нього табличку: «Історичний дуб. Під цим дубом влітку 1921 року збирався Олександрівський виконавчий комітет». Коли комуністи з'ясували, що це неправда, викорчували дуб з корінням. Це сталося у 1977 році, а яму залили бетоном. Нині тут доріжка, і мало хто здогадується, що люли ходять по тому місцю, де ріс той легендарний дуб.
122-річний дуб, що височить поряд зі стойкою бару літнього ресторану «Олександрівський повіт» — згадка про відомого українського історика, археолога, етнографа, фольклориста, краєзнавця, педагога, засновника історичного музею та архіву Запоріжжя Якова Новицького. Цей дуб — один з трьох, що висадив Яків Новицький у себе на подвір'ї. Дуб вцілів.
У 1950-х роках, з початком весни, Запоріжжя частково перетворювалося на справжню Венецію, а по вулиці Глисерній реально плавали на човнах.
У листопаді 2021 року стартувала реконструкція в центрального парку культури та відпочинку «Дубовий Гай». Станом на лютий 2022 року на центральних алеях укладена нова плитка та оновлений зовнішній вигляд центральної арки на вході до парку.

## Сьогодення
25 березня 2016 року директором КП „Центральний парк культури та відпочинку «Дубовий гай»“ призначено Олега Комаренко, основними напрямками діяльності якого є інвентаризація майна парку, підготовка парку до сезону, чистота території, кронування дерев, закінчення очищення ставків.
5 серпня 2016 року в «Дубовому Гаю» на воду випустили трьох нових лебедів, які були закуплені приватними підприємцями в місті Дніпро. Поки що лебеді плавають у великому водоймі. Як тільки закінчиться реконструкція малого озера, їх переправлять туди. У планах — закупити ще більше птахів.
2 квітня 2021 року на території парку «Дубовий гай» був відкритий парк динозаврів.

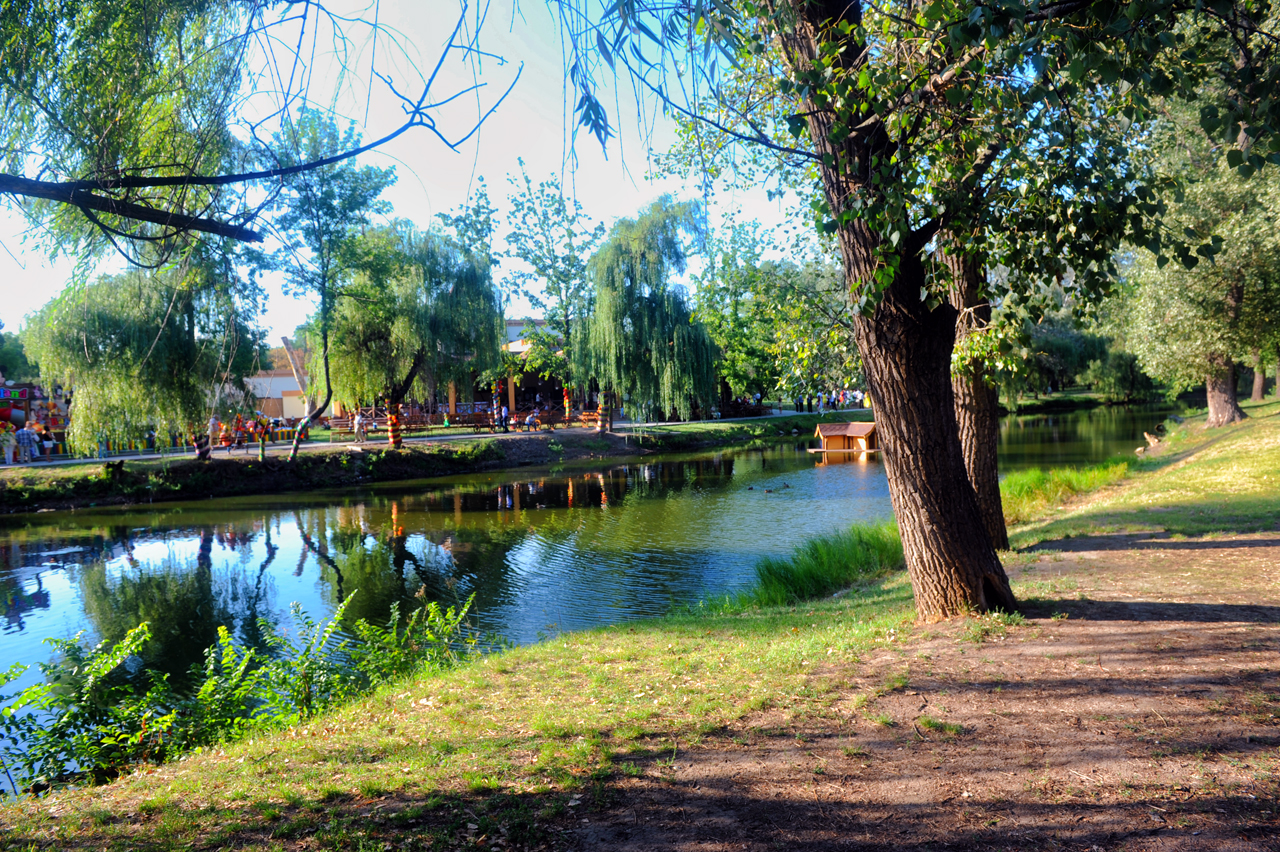
Центральний парк культури та відпочинку «Дубовий гай»
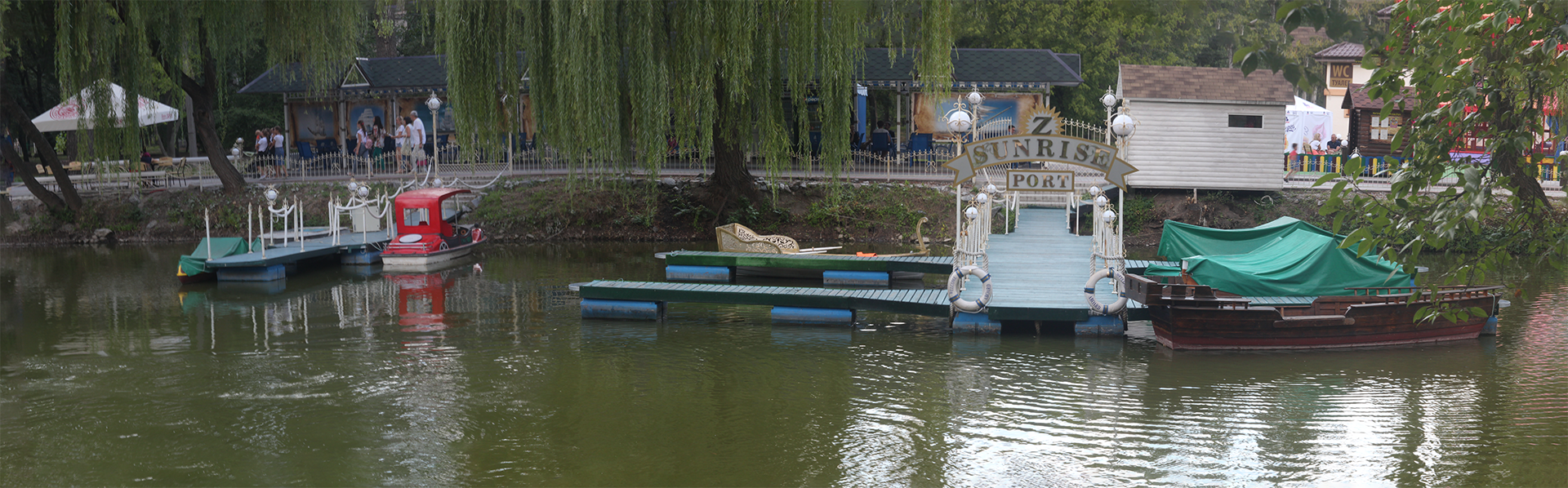
Sunrise port (2019)
Причал
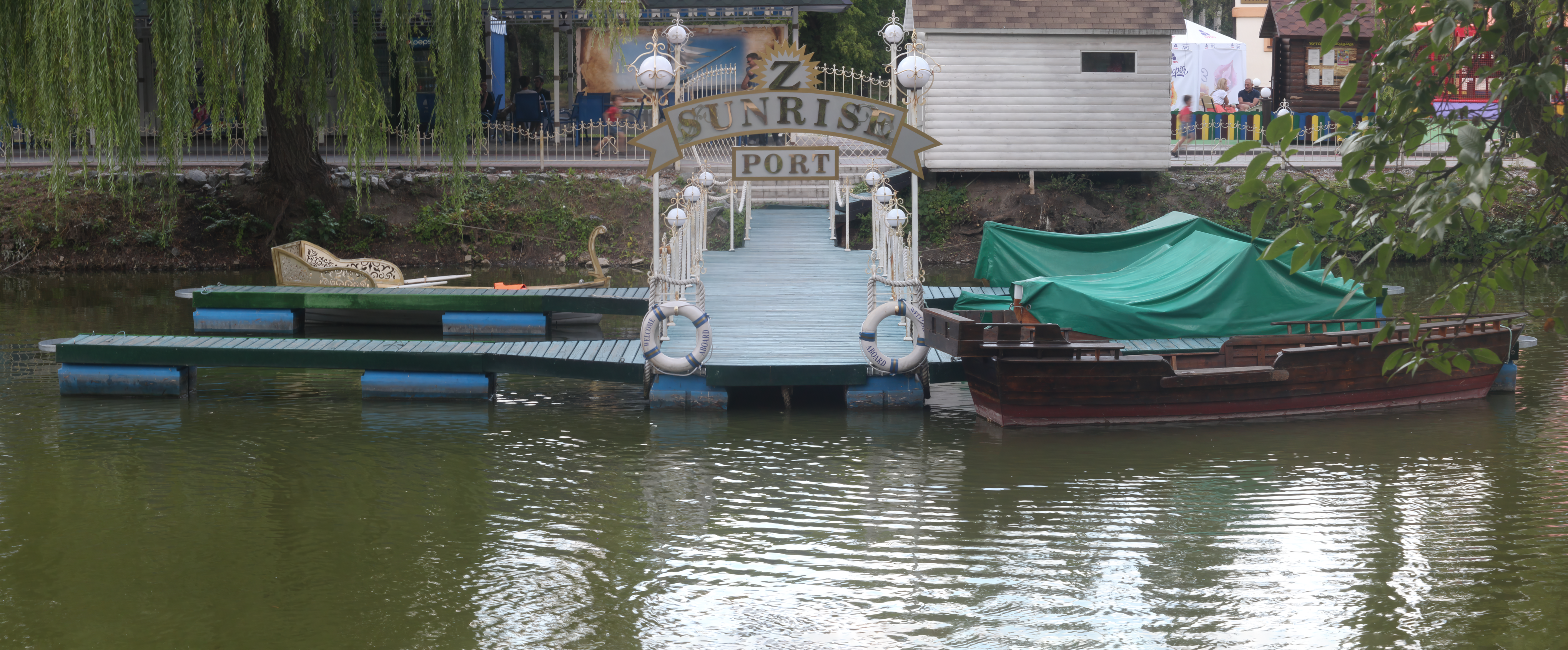
Пірс
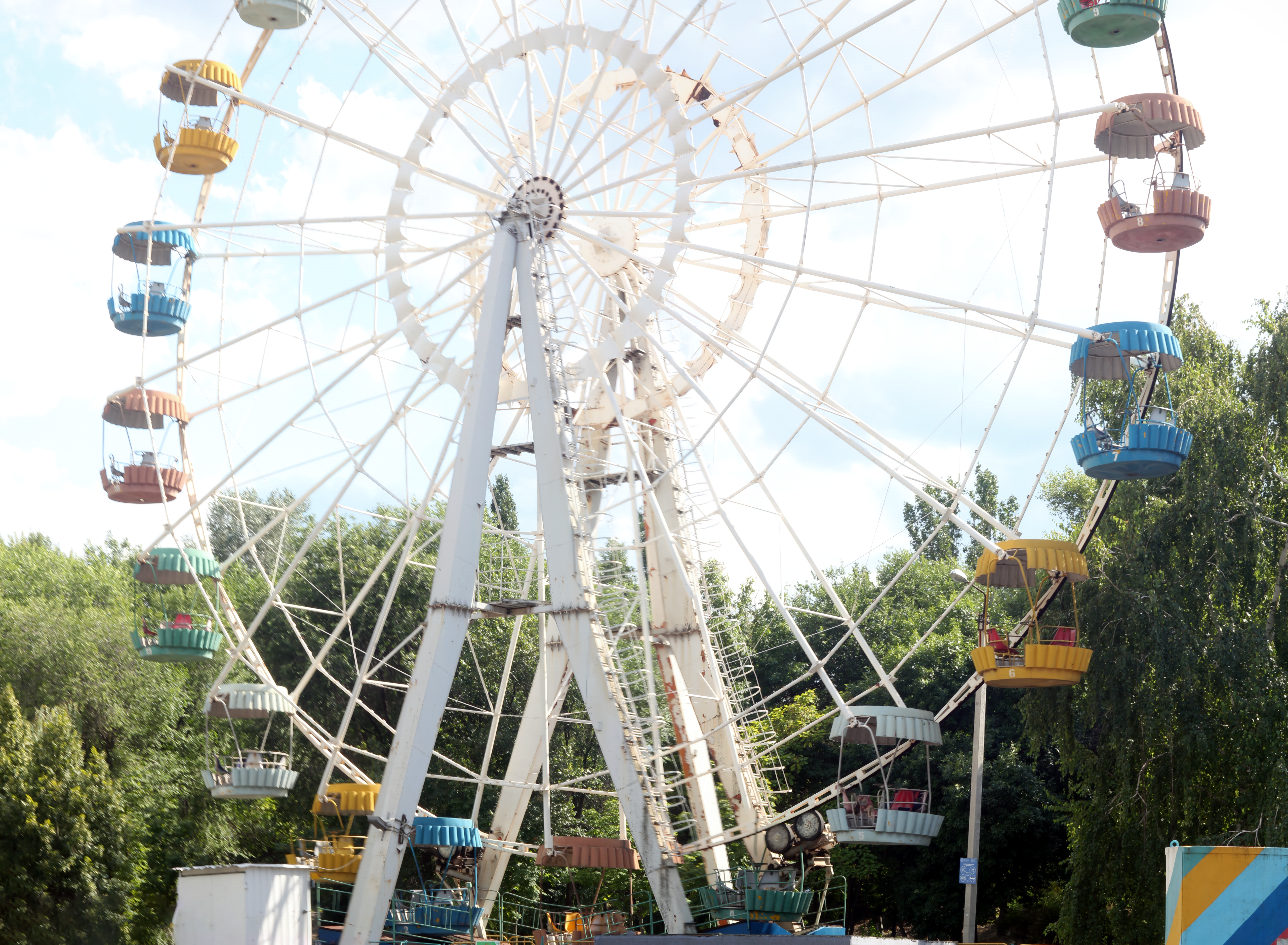
Колесо огляду
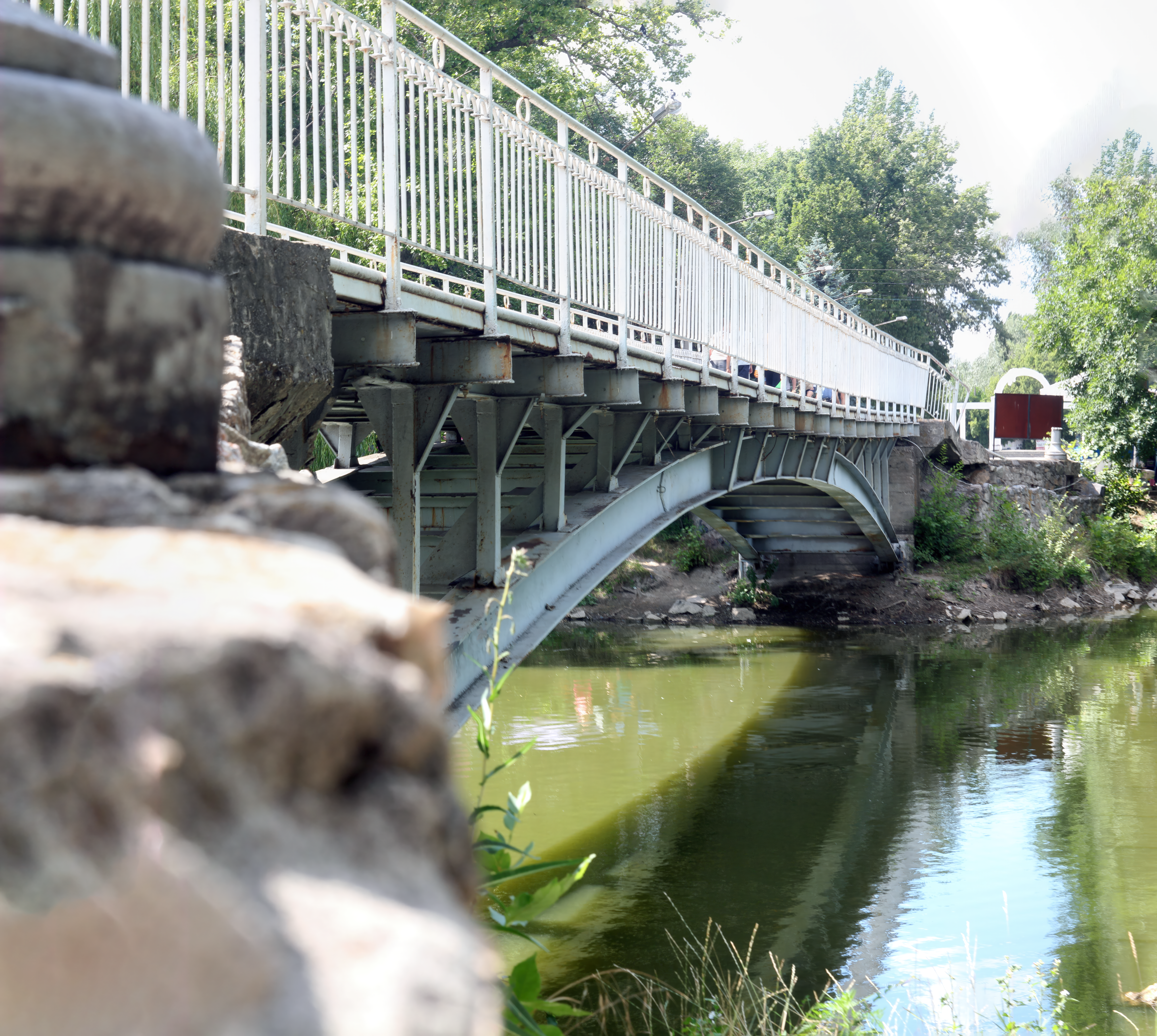
Міст

## Культура та відпочинок у парку
Територію Дубового Гаю поділено на зони рекреації, активного відпочинку та містечко атракціонів. Поміж собою зони поєднуються затишними алейками. Територія парку є суто пішохідною (в'їзд до КУ заборонено рішенням Вищого Апеляційного Суду України.
Протягом всього теплого сезону відбуваються щорічні та нові творчі, спортивно-оздоровчі, культурні, мистецькі та розважальні фестивалі, змагання, спартакіади, творчі та святкові концерти, виставки, благодійні ярмарки й мистецькі пікніки. Паралельно працюють стаціонарні атракціони, футбольний міні-корт, мотузкове містечко, конюшня, вело-гараж, всі охочі можуть годувати місцевих диких качок, лебедів і гусок на ставку.
Самостійний і родинний відпочинок також можна в парку провести як на паркових лавах, так і на численних газонах.
В парку «Дубовий Гай» розташований «рибний» фонтан та спортивно-готельний комплекс «Sunrise Park».

## Дубовий Гай у кіно
Як виглядав парк раніше, можна переглянути на тимчасових і постійних виставках різних запорізьких музеїв і в авторських фото-збірках. Також тодішній Дубовий Гай можна побачити в радянській кінокласиці — фільмі кінорежисера Марлена Хуциєва «Весна на Зарічній вулиці». Як виглядає сучасна «Дубовка», можна побачити у відповідних телевізійних сюжетах і короткометражках.

## Галерея

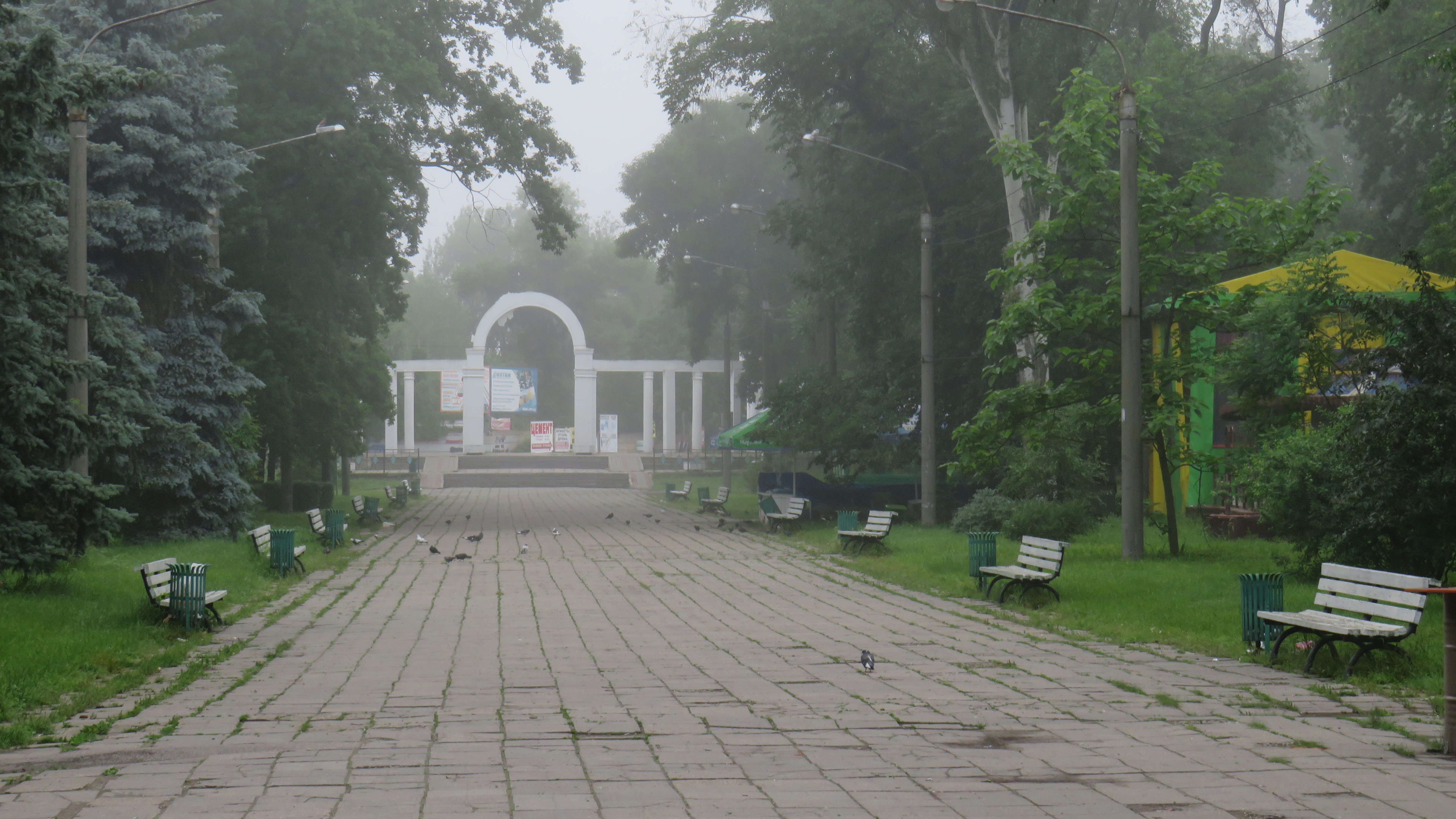
Ранок
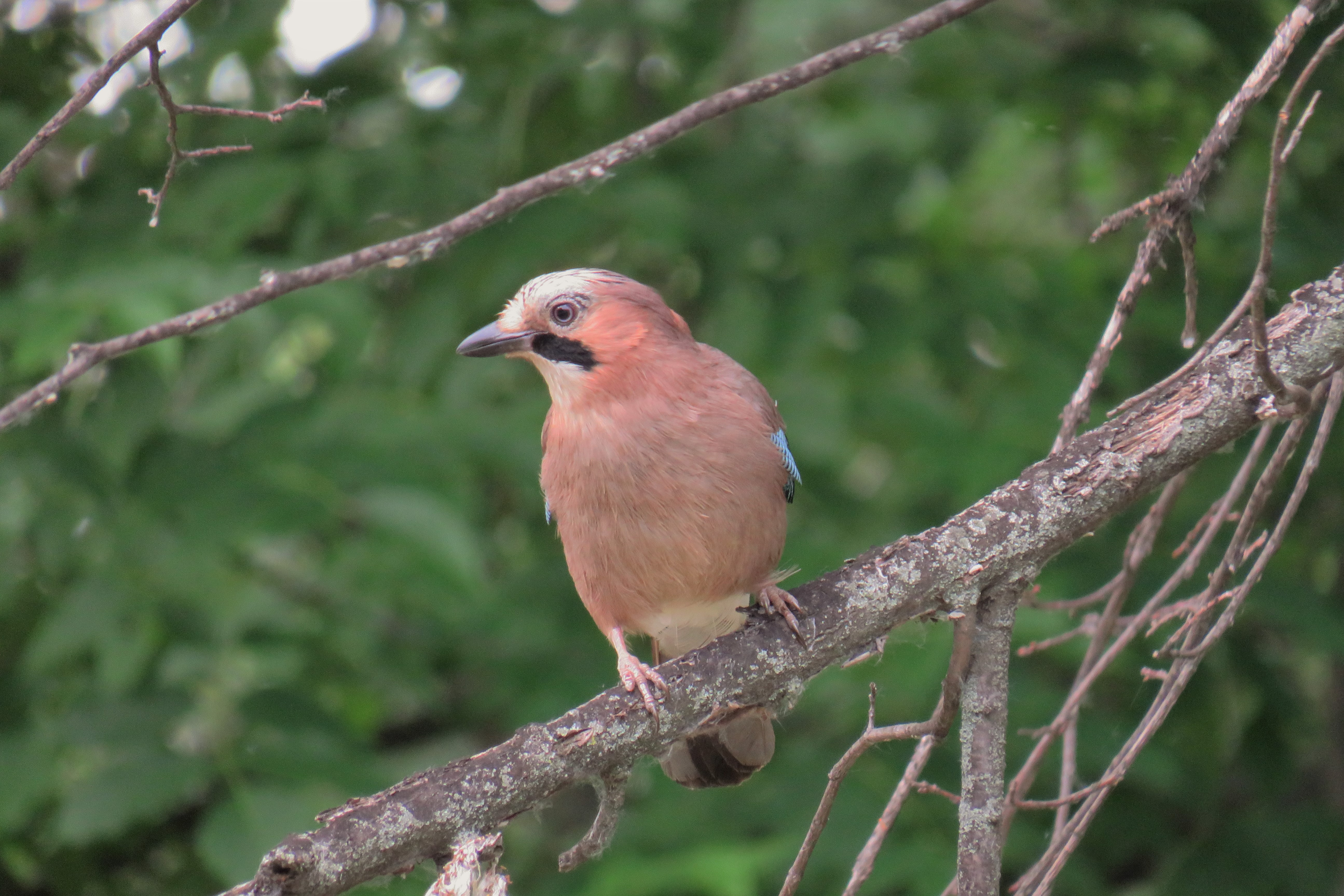
Сойка у парку
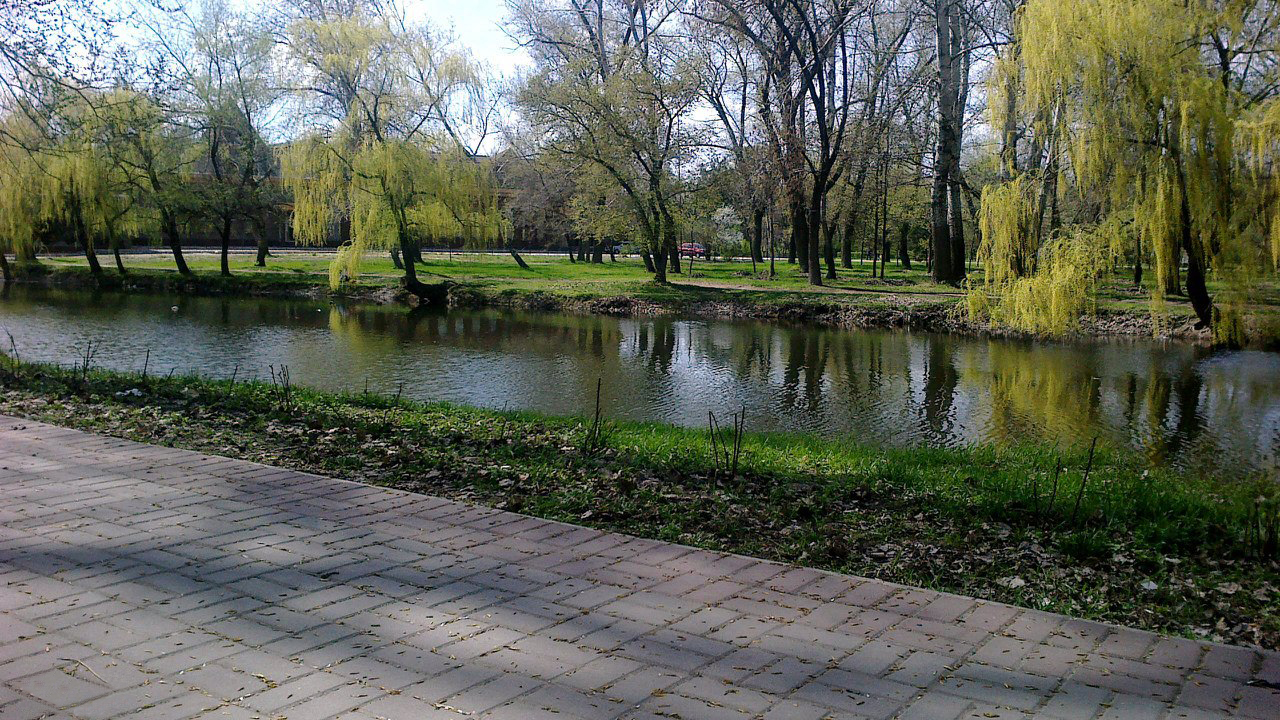
Дубовий Гай
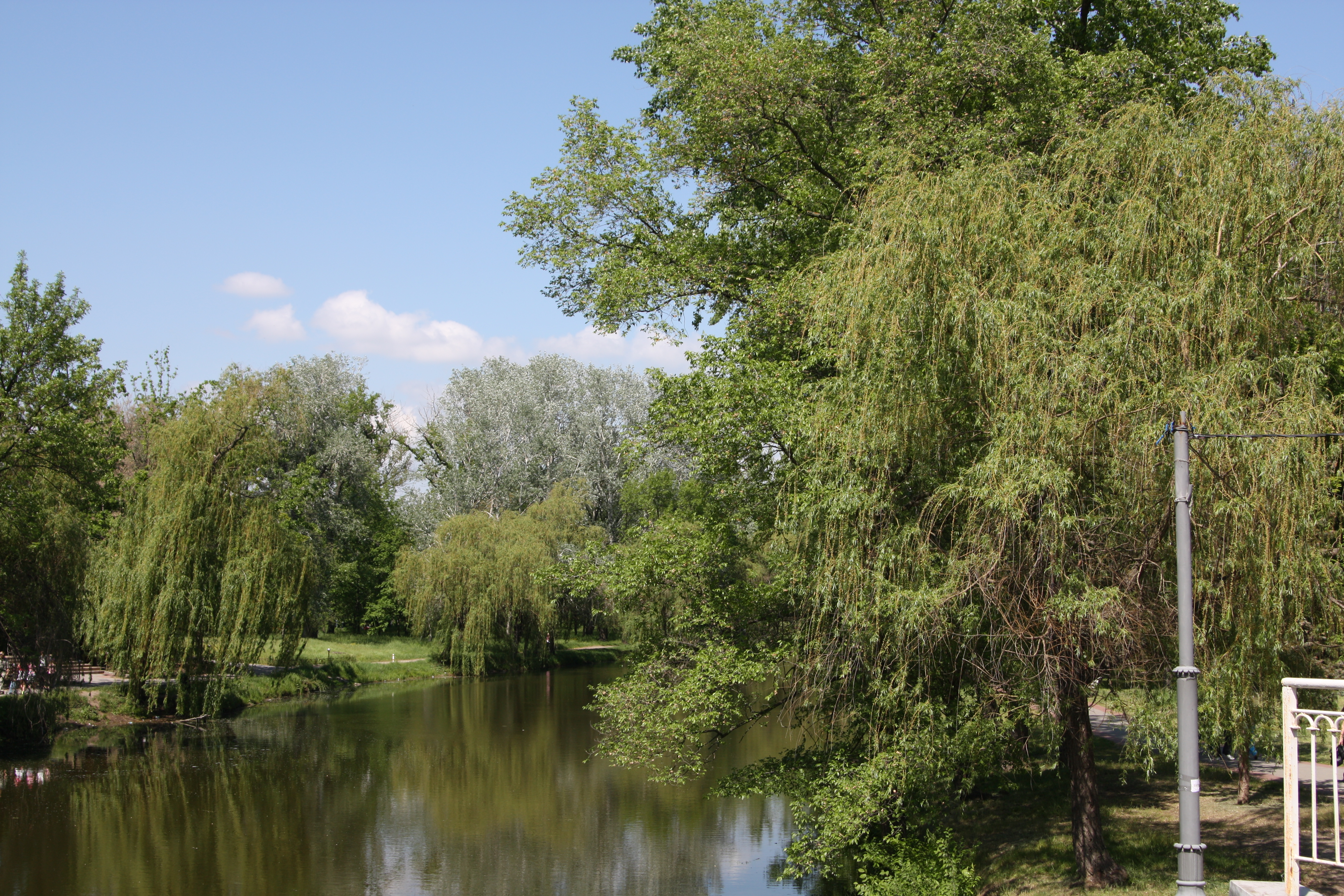
Вид з містка
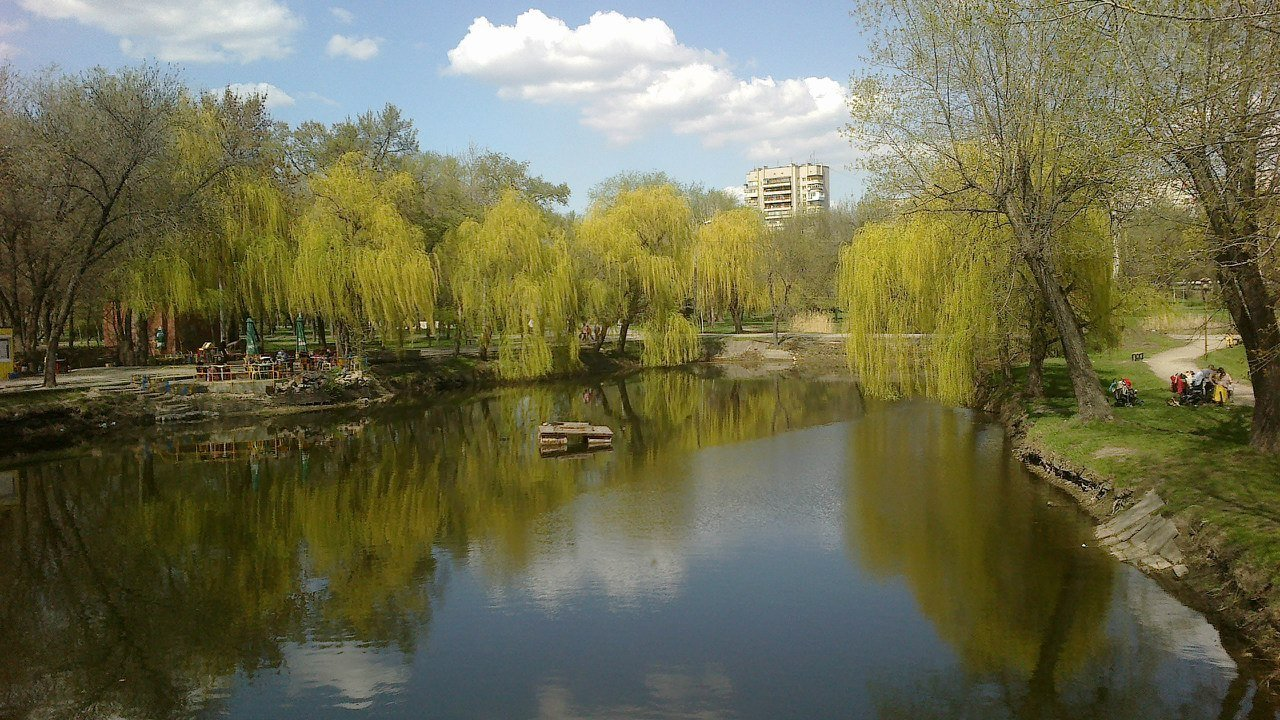
Вид на озеро
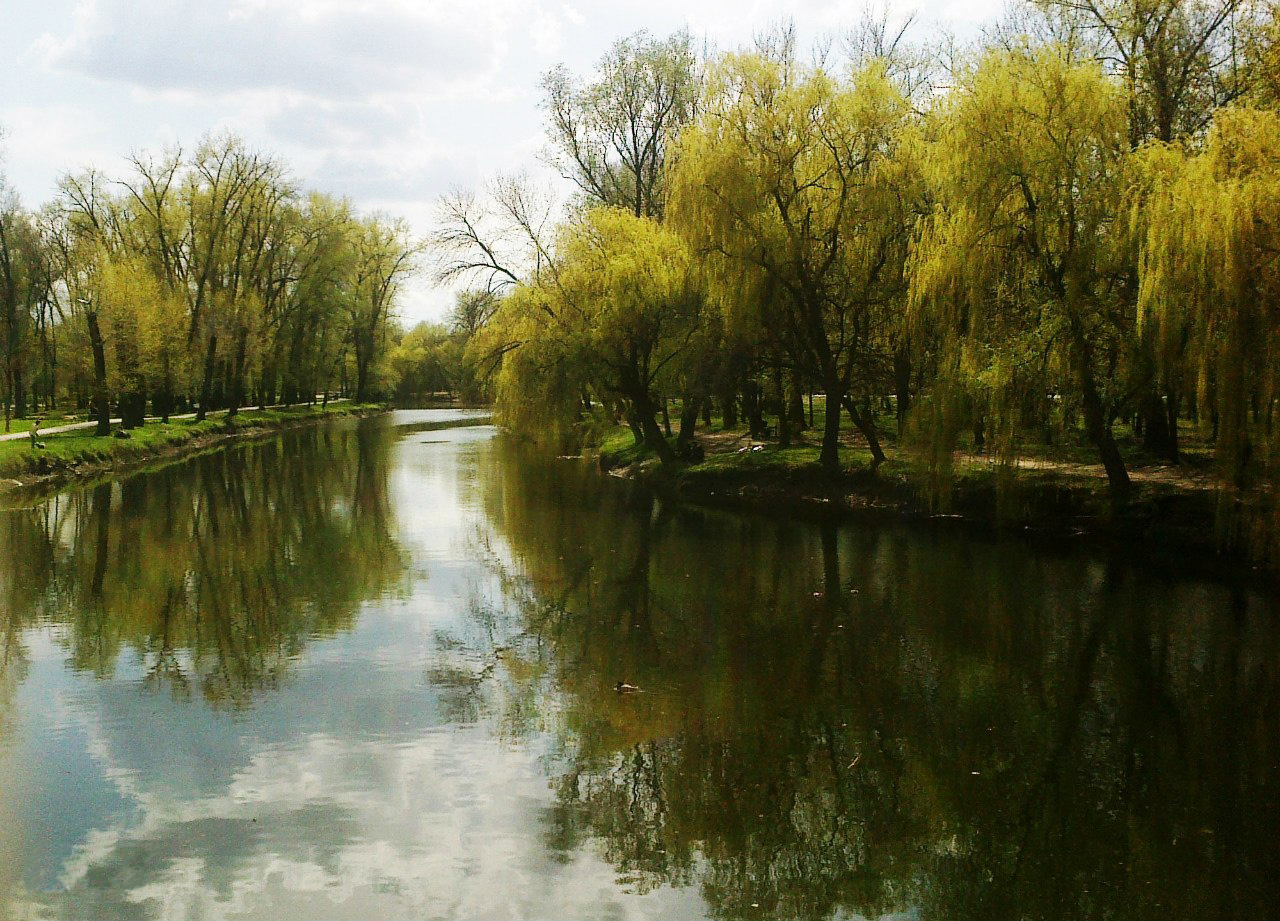
Озеро в Дубовому Гаю
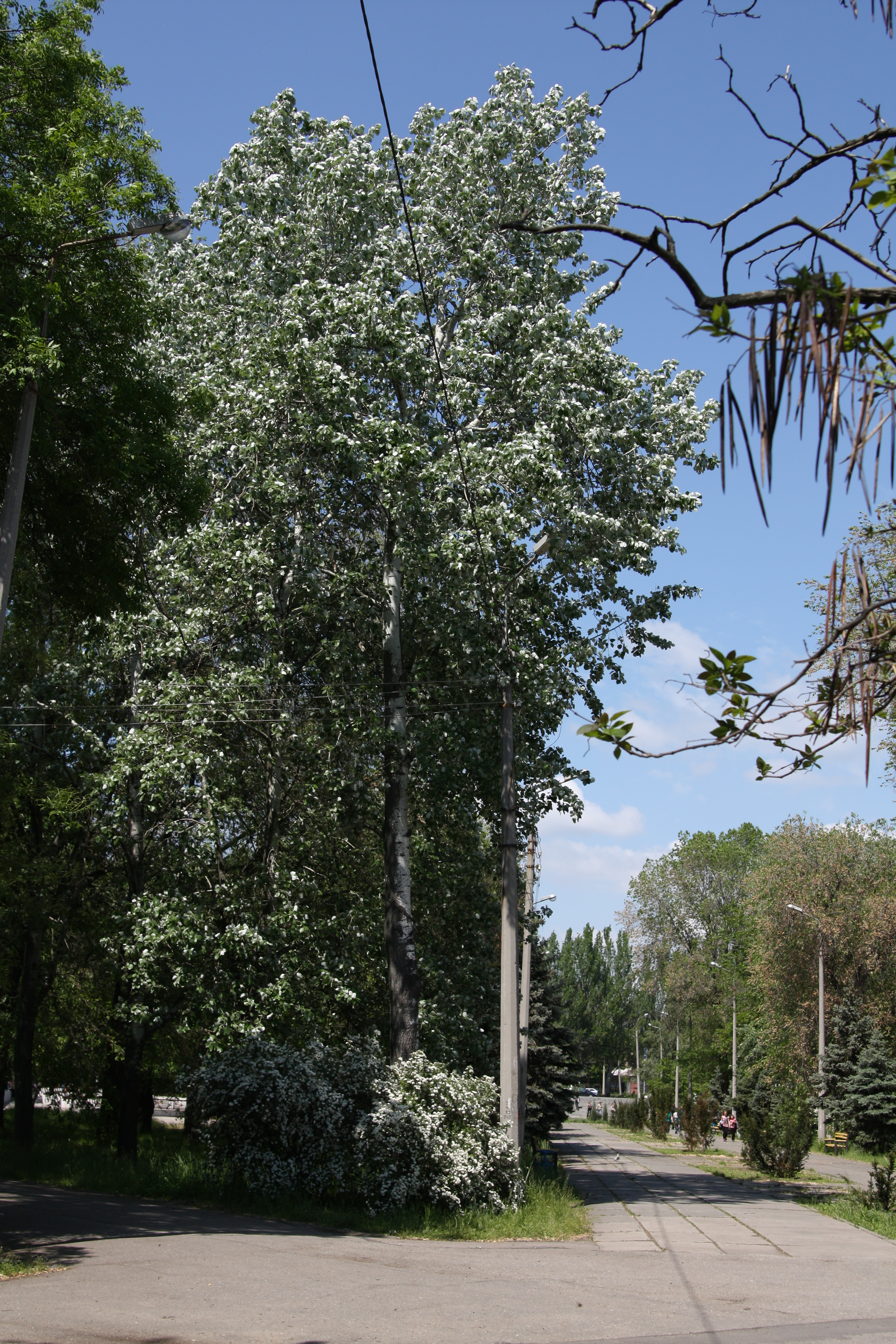
Алея парку
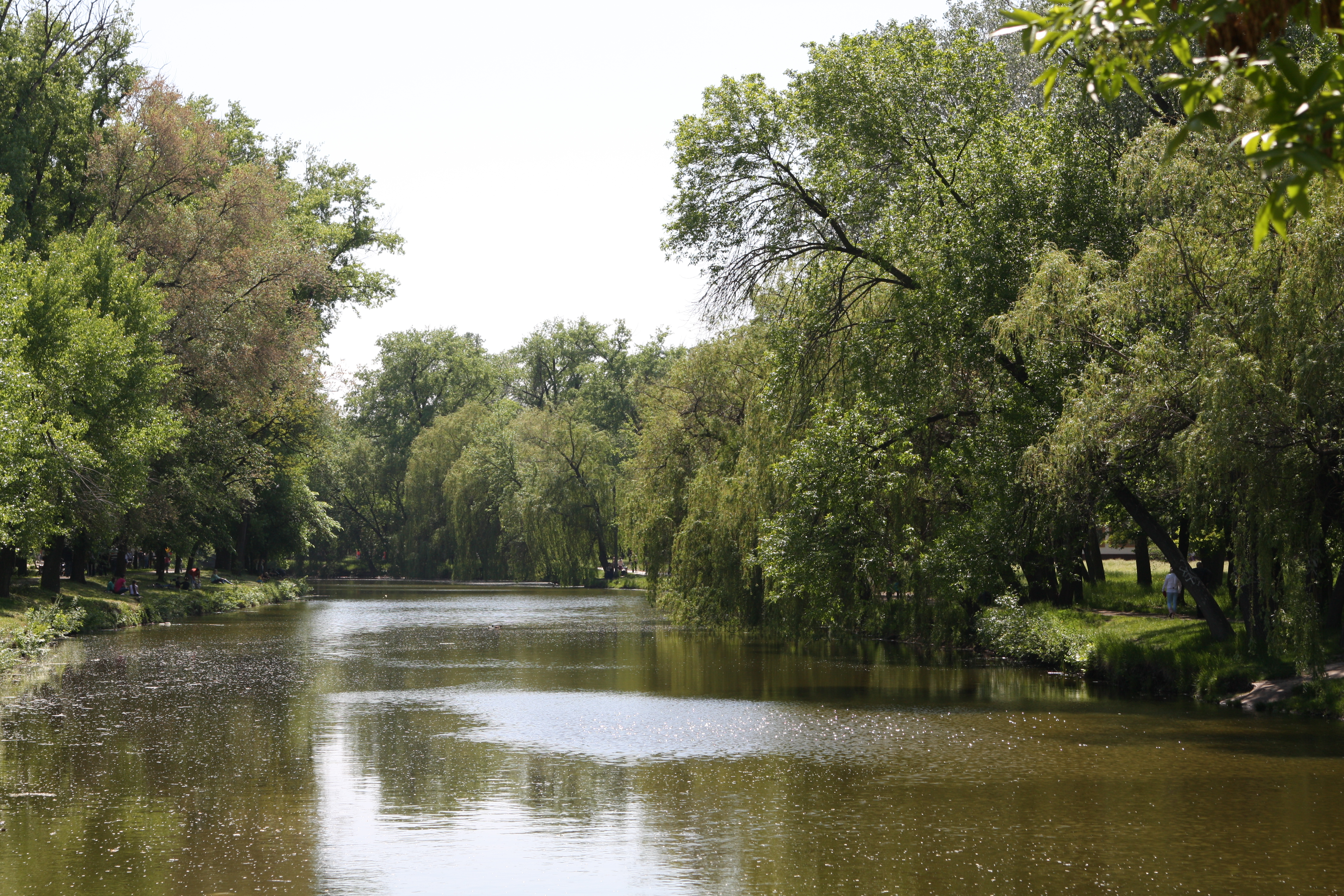
Річка Мокра Московка навколо парку
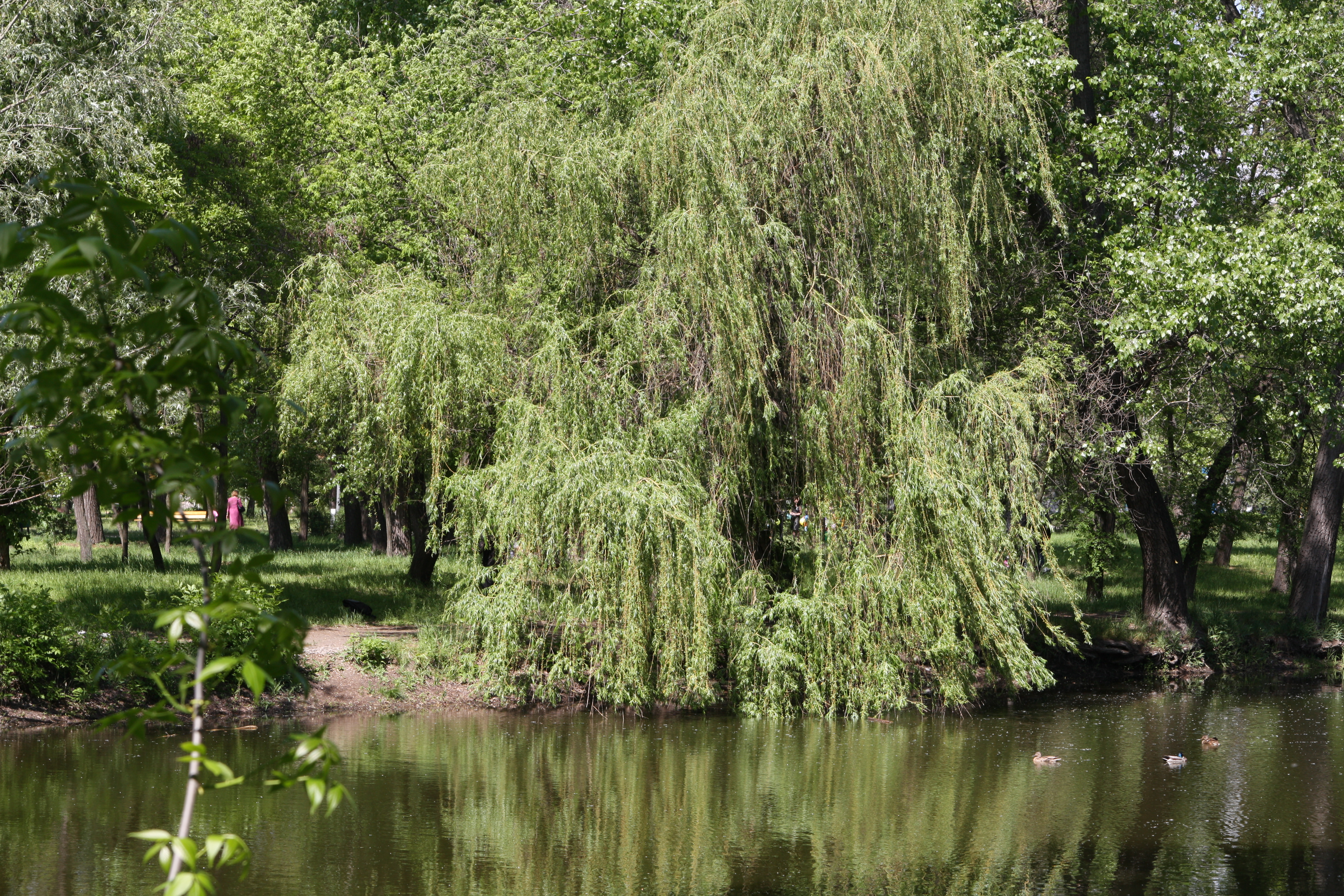
Плакуча верба біля берега
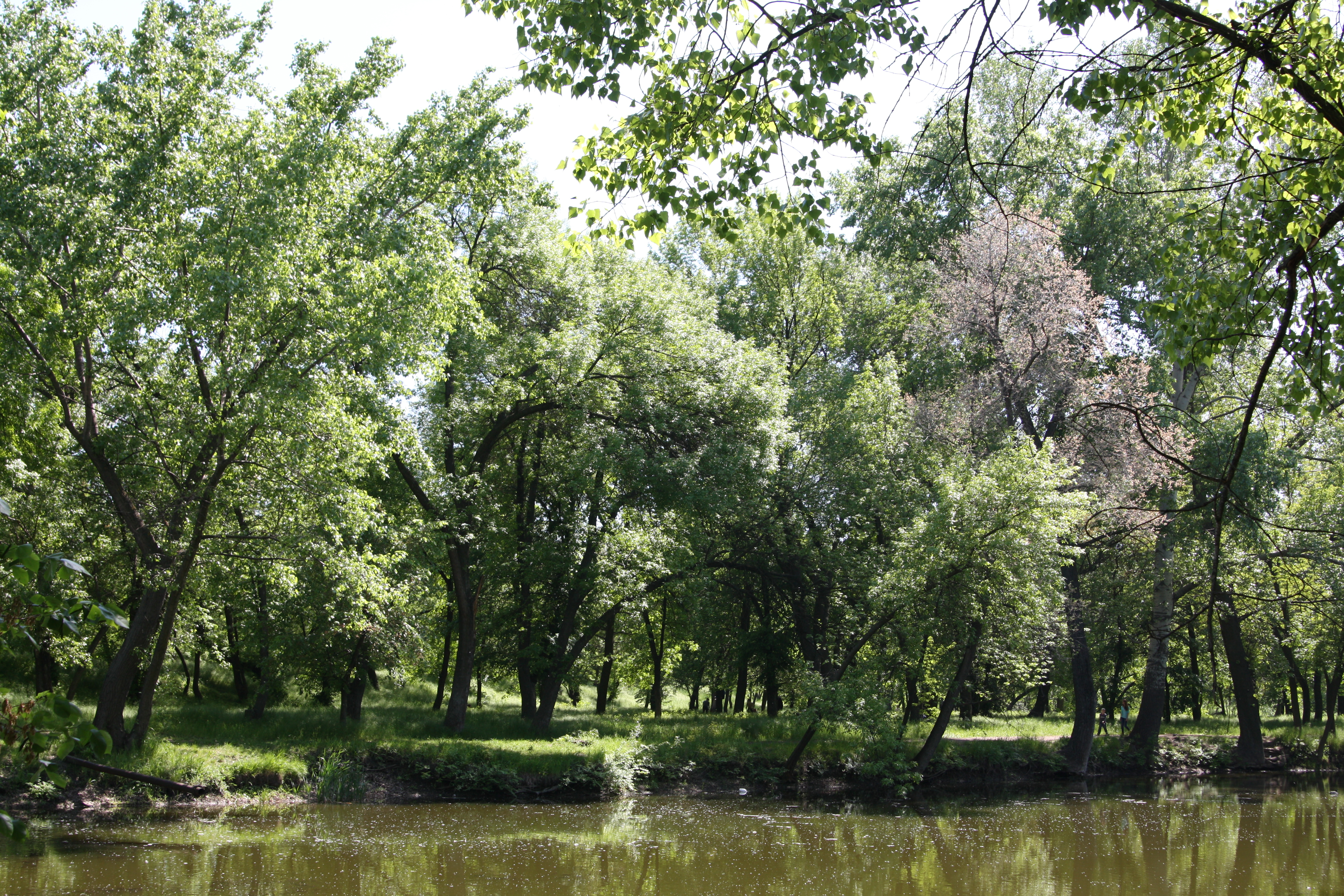
А навкруги дерева
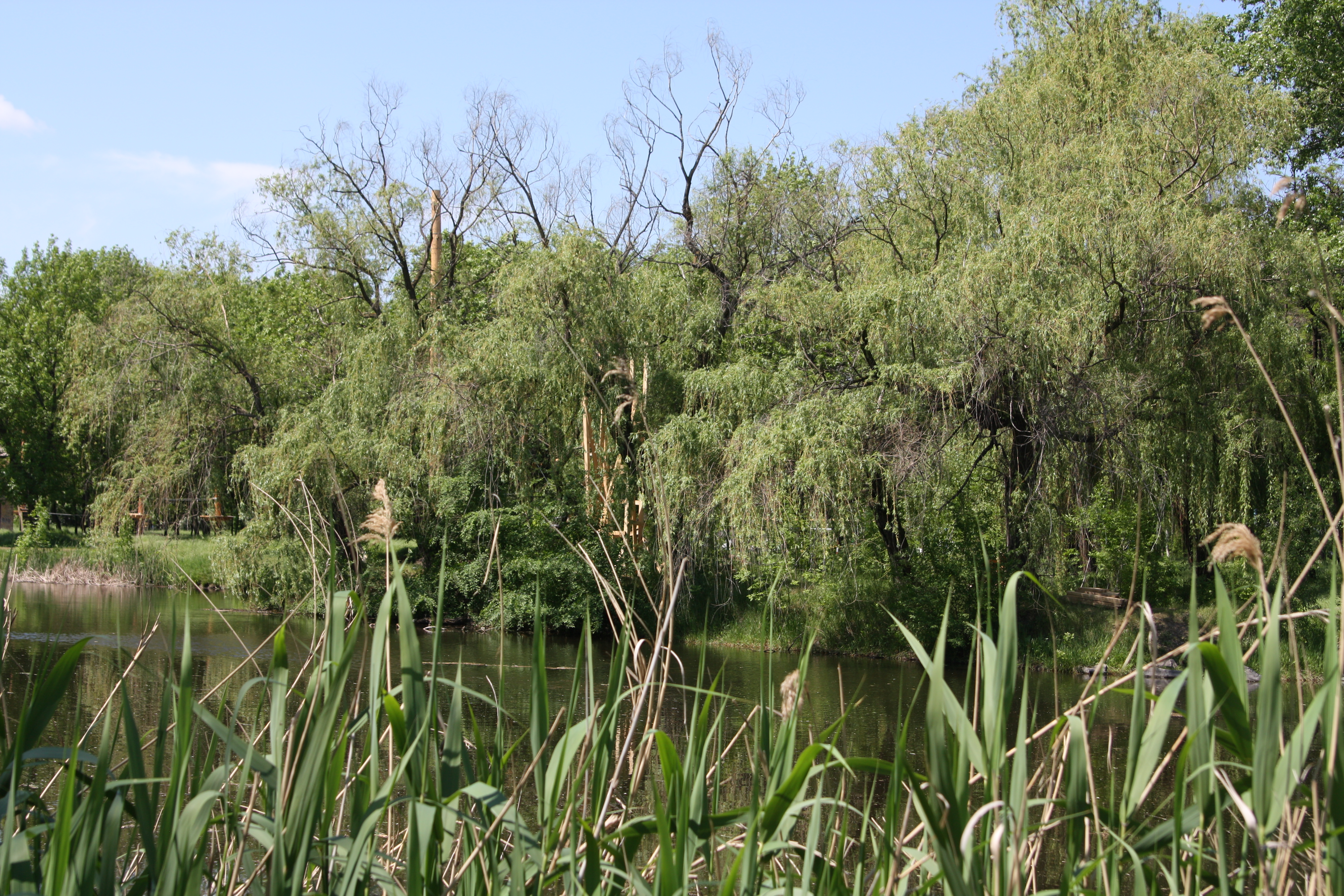
Вид із очерету
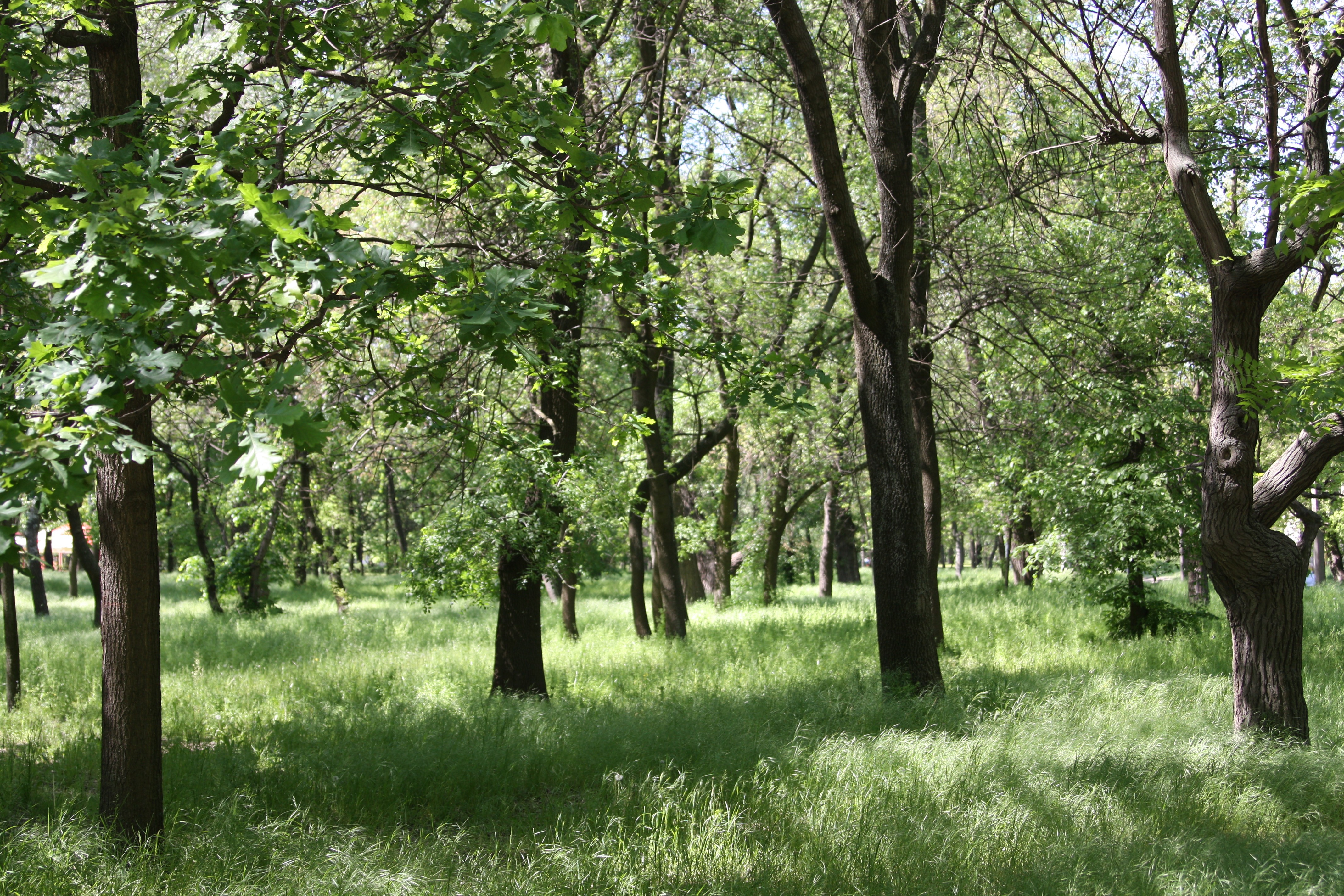
Багаторічні дуби
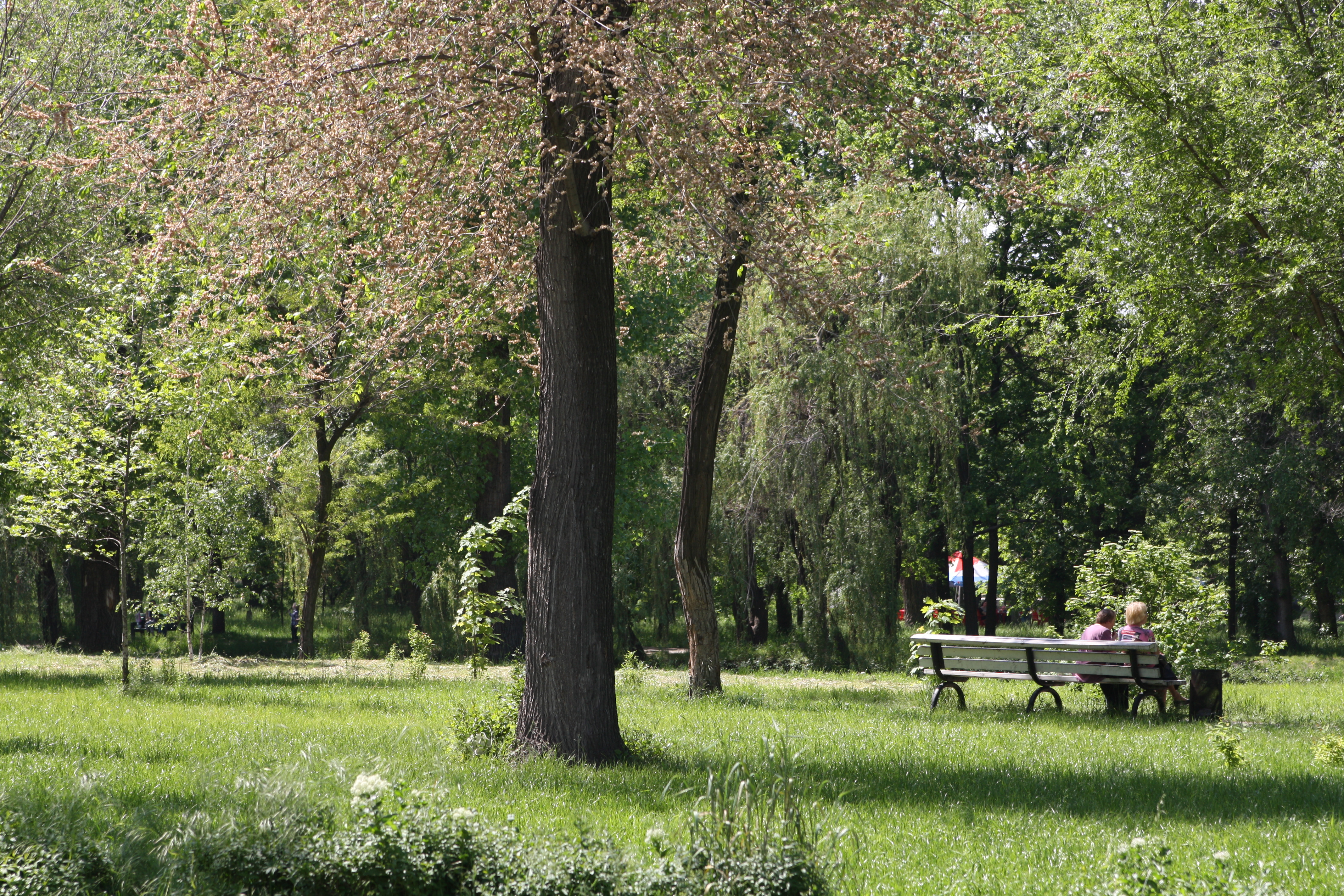
Кохані на прогулянці
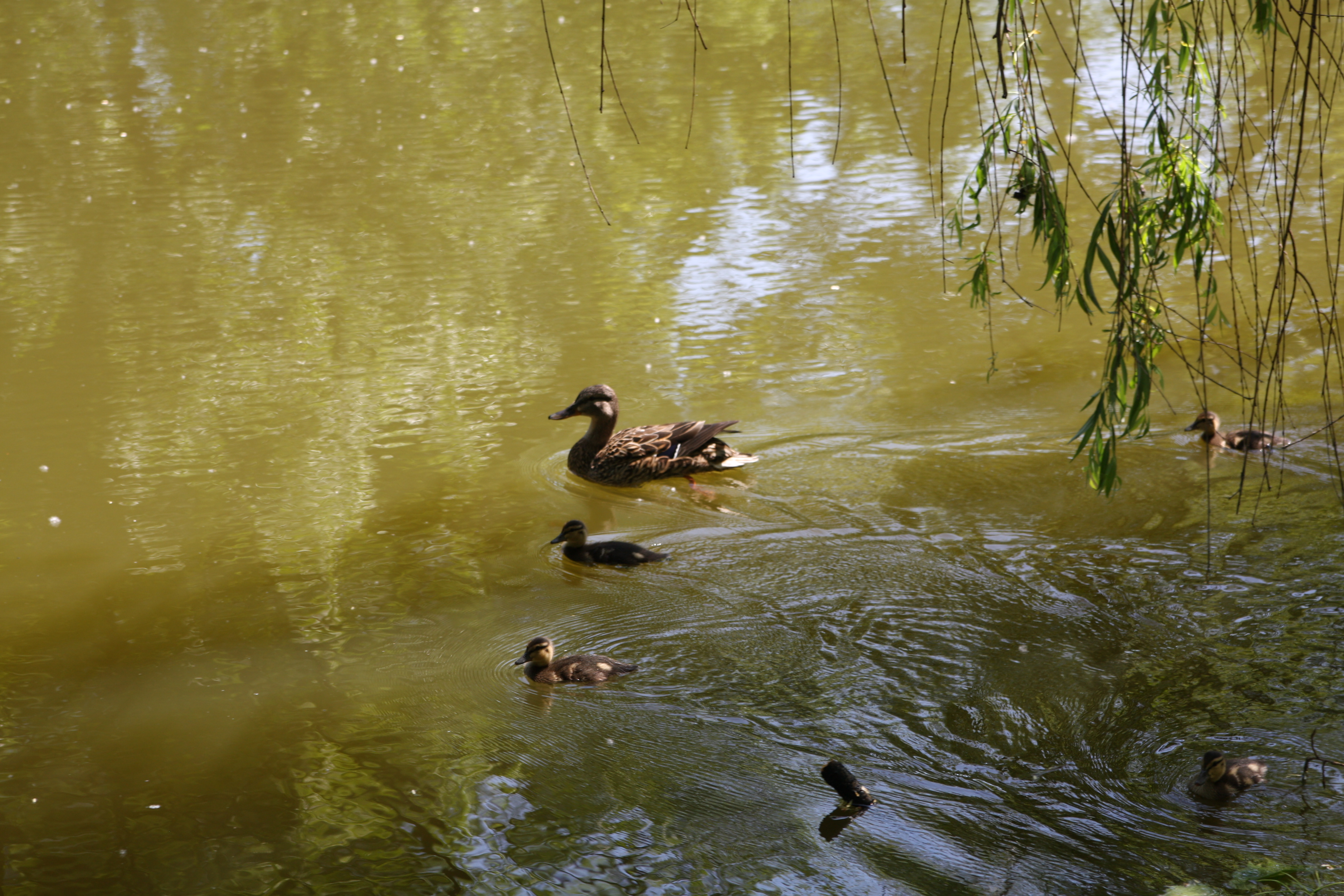
Качки на озері
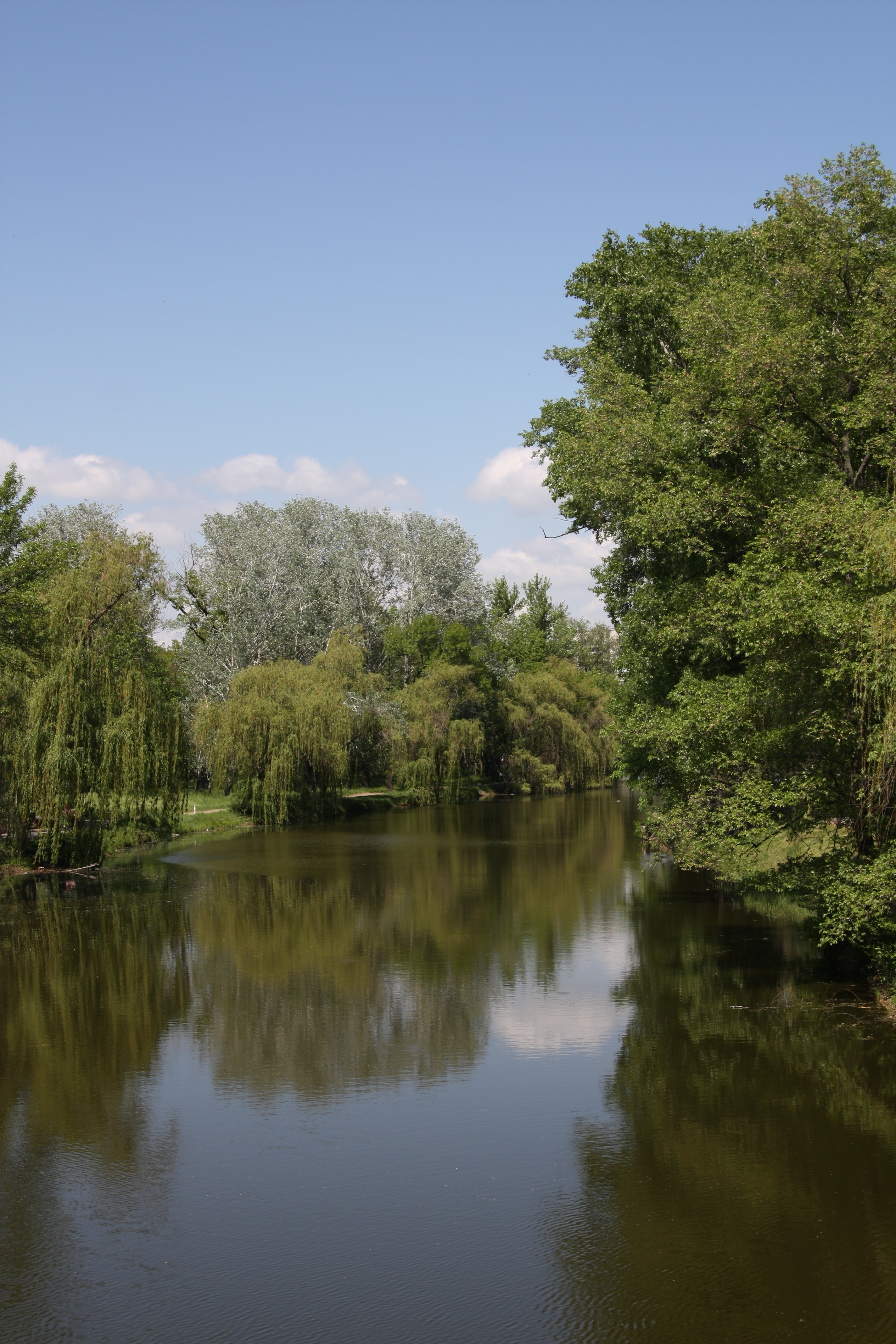
Тиша і спокій в парку
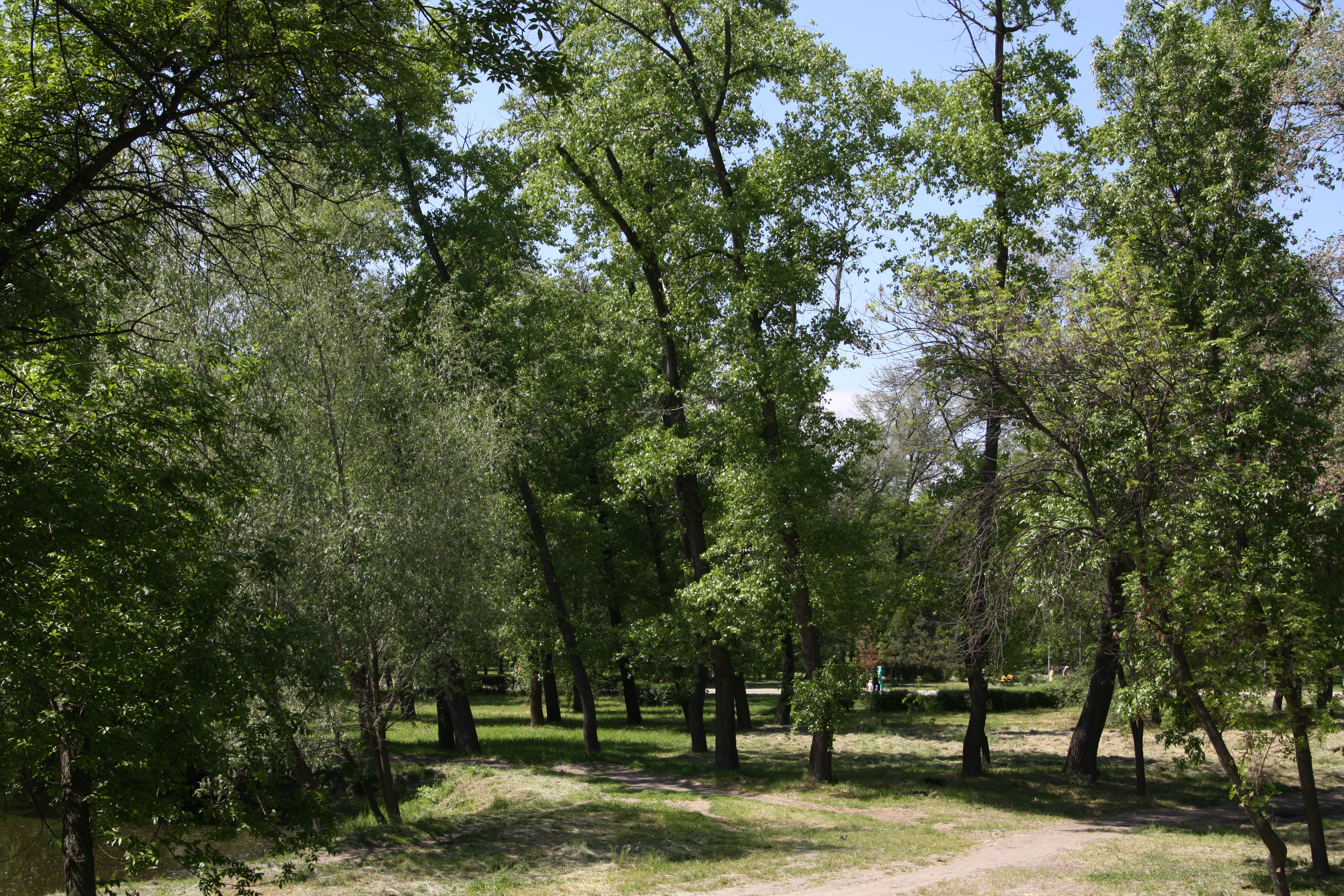
Окраїна парку
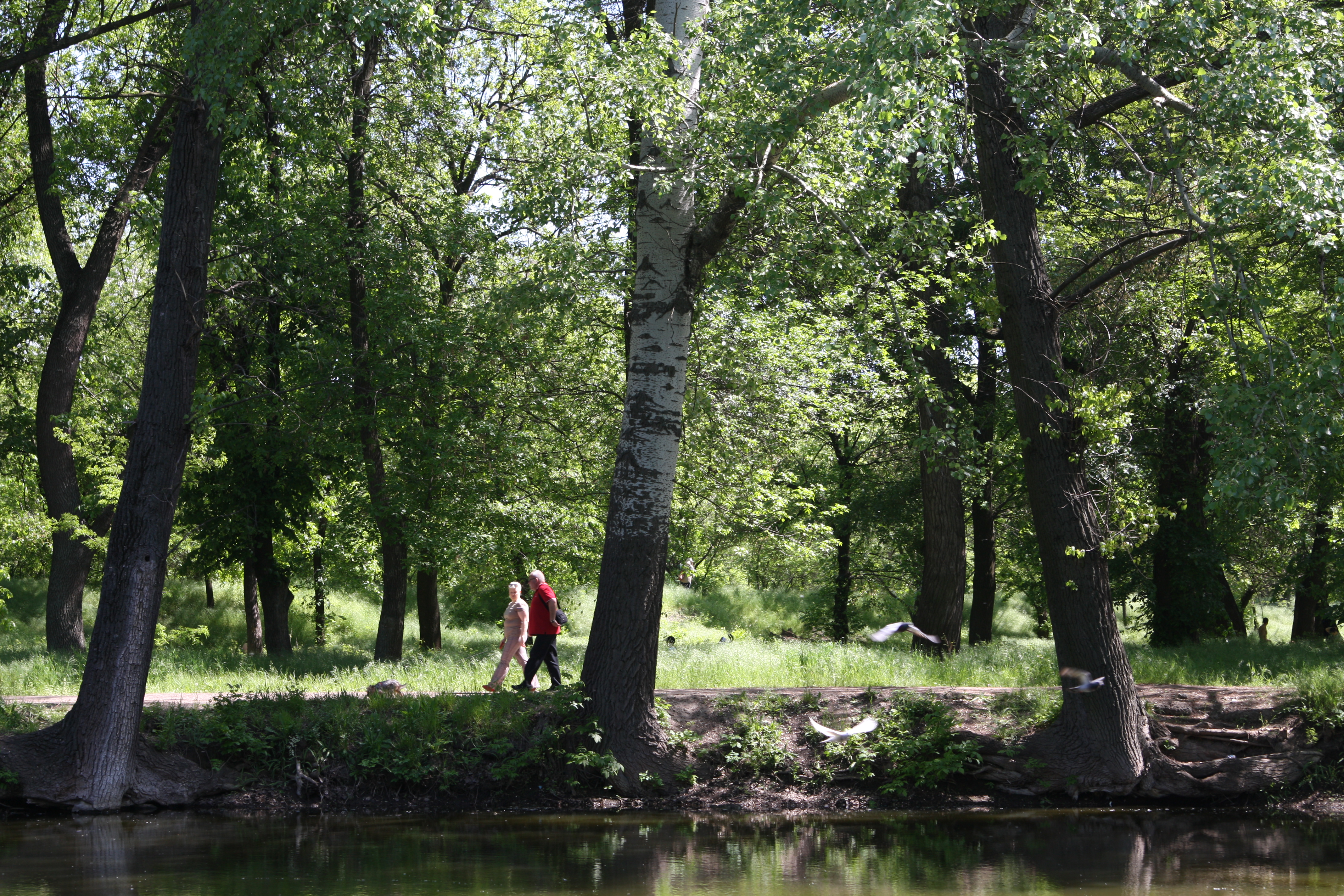
Міцні дерева